# Горячок, Анатолий Александрович
Анатолий Александрович Горячок (род. 14 мая 1979 года) - российский, ранее украинский пауэрлифтер.

## Карьера
Выступая в юниорском разряде, становился вице-чемпионом (2001) и чемпионом (2002) Украины. С 2000 года выступает и на взрослых чемпионатах Украины. В 2003 году становится вице-чемпионом. На чемпионате 2008 года завоёвывает бронзу. 
На чемпионате Украины 2009 года, выступая в категории до 75 кг, Анатолий Горячок становится чемпионом Украины. В 2010 году он снова становится первым. На чемпионате Украины 2011 года Анатолий становится вторым. А в 2012 году получает третье золото национального чемпионата. Первую международную медаль Анатолий Горячок выигрывает на мариупольском чемпионате Европы в мае 2012 года - сумма в 815 кг позволило ему стать бронзовым призёром в категории до 74 кг.
В 2013 году Горячок становится чемпионом Украины и чемпионом Европы. На чемпионате мира он завоёвывает серебро.
В феврале 2014 года Анатолий становится чемпионом Украины, в мае - вице-чемпионом Европы, а в ноябре - бронзовым призёром чемпионата мира.
В 2015 году Анатолий становится серебряным призёром чемпионата России.